# 没有被征服的
《没有被征服的》（英語：The Unvanquished）是威廉·福克纳1938年出版的小说，是约克纳帕塔法系列小说中承上启下的作品。该书讲述沙多里斯家族尤其是巴耶德·沙多里斯的经历，表现了美国南方的衰败。巴耶德在书中出场是1863年，还是个12岁的孩子。家族的早期历史通过他的眼睛展现出来，其他人物还有约翰·沙多里斯上校，上校的岳母罗莎·米拉德、上校的第二个妻子德鲁西拉以及一些黑人。其中小黑人林戈是同巴耶德一起长大，二人情同手足，也管罗莎叫“外婆”。
小说由一系列小故事构成，包括《伏击》、《撤退》、《突袭》、《第三次反击》、《族间仇杀》、《沙多里斯的小冲突》、《美人樱的香气》。这些作品都在《星期六晚邮报》上单独发表过，除了《美人樱的香气》。由于这些故事大多为通俗杂志而写，因而具有较大的商业性。